# Cobalt(II)-sulfid
Cobalt(II)-sulfid ist eine chemische Verbindung aus der Gruppe der Cobaltverbindungen und Sulfide.

## Vorkommen
Unter der Bezeichnung Syepoorit beschrieb James Nicol 1849 ein Cobaltsulfid mit der idealisierten Formel CoS und hexagonaler Symmetrie. Die Bezeichnung wurde 1873 von W. A. Ross in Jeypoorit und 1880 von F. R. Mallet schließlich in Jaipurit abgewandelt. Der Name nimmt Bezug auf die Typlokalität des so bezeichneten Erzes, den Khetri Minen (Ketri Mine) im Bezirk Jhunjhunu in der Division Jaipur im indischen Bundesstaat Rajasthan. Die Beschreibung von Jaipurit war allerdings unvollständig und die Untersuchung einer vom Britischen Museum zur Verfügung gestellten Probe durch Paul Ramdohr erwies sich als ein Gemenge aus vorwiegend Cobaltit und weiteren bereits bekannten Erzen. Der Status als eigenständiges Mineral ist beim Jaipurit damit zurzeit (Stand 2018) fraglich.

## Gewinnung und Darstellung
α-Cobalt(II)-sulfid kann durch Reaktion von Cobalt(II)-nitrat mit Schwefelwasserstoff erzeugt werden.
{\displaystyle \mathrm {Co(NO_{3})_{2}\cdot 6\ H_{2}O+H_{2}S\longrightarrow CoS+2\ HNO_{3}+6\ H_{2}O} }
β-Cobalt(II)-sulfid kann durch direkte Synthese aus den Elementen gewonnen werden.
{\displaystyle \mathrm {Co+S\longrightarrow CoS} }
Es kann auch durch Fällung einer mit Essigsäure versetzten Cobalt(II)-chlorid-Lösung mit Schwefelwasserstoff dargestellt werden.

## Eigenschaften
Cobalt(II)-sulfid ist ein nicht brennbarer Feststoff, welcher unlöslich in Wasser ist. Er kommt in zwei verschiedenen Kristallformen vor. α-Cobalt(II)-sulfid ist ein schwarzes Pulver, welches in Salzsäure löslich ist und an Luft Co(OH)S bildet. β-Cobalt(II)-sulfid ist ein graues Pulver. Es ist in Säuren löslich und wandelt sich durch anhaltende Temperung bei 200 °C in eine komplizierter gebaute Modifikation um. Es besitzt eine Kristallstruktur des NiAs-Typs (Raumgruppe P63/mmc (Raumgruppen-Nr. 194), a = 336,7, c = 516,0 pm) und ist nicht homogen stöchiometrisch aufgebaut, so dass sich eine Zusammensetzung von CoS1,04 bis CoS1,13 ergibt.

## Verwendung
Cobalt(II)-sulfid wird als Katalysator für die Druckhydrierung organischer Verbindungen verwendet.